# Narancstrupiál
A narancstrupiál avagy Baltimore-i trupiál (Icterus galbula) a verébalakúak (Passeriformes) rendjébe sorolt csirögefélék (Icteridae) családjában a trupiál (Icterus) nembe sorolt madárfaj.
Carl von Linné svéd természettudós írta le 1758-ban, és eredetileg a szalakótafélék (Coraciidae) családjának Coracias nemébe osztotta be Coracias galbula néven.

## Származása, elterjedése
Észak-Amerika keleti államaiban költ, Kanadától kezdve Texasig, nyugaton pedig a Sziklás-hegységig. Telelni Közép-Amerikába, a Karib-térségbe, Kolumbiába és Venezuelába vonul; kóborló példányai Európába is eljutnak. Természetes élőhelyei a szubtrópusi és trópusi síkvidéki esőerdők, mérsékelt övi erdők és legelők, de betelepült a vidéki kertekbe és a városokba is.
Az elterjedési területe rendkívül nagy, egyedszáma stabil. A Természetvédelmi Világszövetség Vörös listáján nem fenyegetett fajként szerepel.

## Megjelenése, felépítése
Testhossza 18-22 centiméter, a hím átlagos tömege 34,3 gramm, a tojóé 33,2 gramm. A feje, nyaka, álla és torka, dolmánya, válla, szárnya és két középső farktolla teljesen fekete; a felső szárnyfedők, a farcsík, a fark felső fedőtollai és az alsótest alsó többi része tüzes narancsszínű. A másodrendű evezők végén széles fehér sáv van, az elsőrendű evezők vége felé a külső zászlón keskeny fehér szegély fut. Az elsőrendű szárnyfedők csúcsfele fehér és széles keresztsávot alkot. A kormánytollak a két középső kivételével narancssárgák, középtájukon széles keresztsávval. Szeme barna, csőre feketés ólomszürke, a kávaéleken világosabb. Lába ólomszürke.
|  |  |

### Szaporodása
A fészeképítéséhez cérnafonatokat és selyemgombolyagokat is felhasznál.
|  |  |